# Charles Kweku Sam
Charles Kweku Sam (* 2. Februar 1940 in Amuni, Goldküste; † 13. Januar 1998) war ein ghanaischer römisch-katholischer Geistlicher und Bischof von Sekondi-Takoradi.

## Leben
Charles Kweku Sam empfing am 23. Juli 1967 das Sakrament der Priesterweihe für das Erzbistum Cape Coast. Am 20. November 1969 wurde Sam in den Klerus des Bistums Sekondi-Takoradi inkardiniert.
Am 30. November 1981 ernannte ihn Papst Johannes Paul II. zum Bischof von Sekondi-Takoradi. Papst Johannes Paul II. spendete ihm am 6. Januar 1982 im Petersdom die Bischofsweihe; Mitkonsekratoren waren der Substitut des Staatssekretariats, Kurienerzbischof Eduardo Martínez Somalo, und der Sekretär der Kongregation für die Bischöfe, Kurienerzbischof Lucas Moreira Neves OP. Die Amtseinführung erfolgte am 20. Februar 1982.